# Beata Elisabet von Königsmarck
Beata Elisabet von Königsmarck (1637 – 1723) è stata una nobildonna svedese.

## Biografia
Era la figlia di Hans Christoff von Königsmarck e di Barbara von Leist: attraverso suo fratello, era la zia paterna di Carl Johan von Königsmarck, Amalia von Königsmarck, Aurora von Königsmarck e Philip Christoph von Königsmarck.
Nel 1655, sposò il conte Pontus Fredrik De la Gardie, fratello minore di Magnus Gabriel De la Gardie, e divenne la madre di Johanna Eleonora De la Gardie ed Ebba Maria De la Gardie.
Beata Elisabet apparteneva all'élite della nobiltà svedese e che aveva una vasta rete di contatti potenti. Ha usato questi contatti per scopi politici, ed è stata commissionata come agente per la Francia attraverso il suo ambasciatore in Svezia, Jean Antoine de Mesmes d'Avaux.
Tra il 1697 e il 1699, ci fu una politica danese per creare un'alleanza con la Svezia attraverso un doppio matrimonio tra Carlo XII di Svezia e la principessa Sofia Edvige di Danimarca, e il principe Carlo di Danimarca ed Edvige Sofia di Svezia (dopo è stata sostituita da Ulrica Eleonora di Svezia). Il piano è stato sostenuto dalla Francia, che ha anche auspicato un'alleanza tra la Svezia e la Danimarca. A Beata Elisabet fu richiesto, da parte del pittore danese Jens Juel, di usare la sua rete di contatti a corte, per creare un sostegno alle alleanze matrimoniali con la corte reale svedese. Alla fine, tuttavia, il piano fallì. Sia la Danimarca che la Francia l'hanno descritta come tra i loro agenti più apprezzati nel servizio della politica. Un motivo era per il fatto che molti dei suoi possedimenti erano situati in Scania, e che voleva proteggere i suoi interessi.
Beata Elisabet apparteneva ad una famiglia molto ricca. Il matrimonio era infelice, e secondo come riferito, il marito è stato costretto a fare affidamento sulla ricca sorella, Maria Sofia De la Gardie, per essere in grado di finanziare le sue abitudini e le prostitute. Durante la riduzione (Svezia) del 1680, la fortuna del marito è stato confiscata dalla corona.
Nel 1661, il marito ha acquistato il Castello di Skarhult con i suoi soldi, divenendone proprietaria solo dopo che rimase vedova nel 1692.